# 코너 코디
코너 코디(Conor Coady, 1993년 2월 25일 ~ )는 잉글랜드의 축구 선수이다. 수비형 미드필더, 센터백이며, 렉섬에서 활약하고 있다.